# Red Hook (Village)
Red Hook ist ein Village im Dutchess County, New York, Vereinigte Staaten. Beim United States Census 2010 hatte der Ort 1961 Einwohner. Er gehört zur Metropolitan Statistical Area Poughkeepsie-Newburgh-Middletown. Der Name ist abgeleitet von dem niederländischen Ausdruck Roode Hoeck, was so viel wie rote Halbinsel bedeutet und auf die leuchtend rote Farbe bei der Laubfärbung im Herbst anspielt.
Das Village of Red Hook liegt innerhalb der Town of Red Hook am U.S. Highway 9 und ist nicht mit dem Stadtviertel Red Hook in Brooklyn zu verwechseln.

## Geschichte
Die Region war Teil des Schuyler Patents. Die St. Paul’s (Zion’s) Evangelical Lutheran Church, das Elmendorph Inn und das Halfway Diner, heute Village Dinner sind in das National Register of Historic Places eingetragen.

## Geographie
Red Hooks geographische Koordinaten lauten 42° 0′ N, 73° 53′ W (41,994315, −73,877552). Der Ort liegt am Hudson River im Dutchess County.
Nach den Angaben des United States Census Bureaus hat das Village eine Fläche von 2,8 km². Diese Fläche besteht ausschließlich aus Land.

## Demographie
Zum Zeitpunkt des United States Census 2000 bewohnten Red Hook 1805 Personen. Die Bevölkerungsdichte betrug 645,3 Personen pro km². Es gab 798 Wohneinheiten, durchschnittlich 285,3 pro km². Die Bevölkerung Red Hooks bestand zu 95,46 % aus Weißen, 0,66 % Schwarzen oder African American, 0,06 % Native American, 1,72 % Asian, 0,06 % Pacific Islander, 1,11 % gaben an, anderen Rassen anzugehören und 0,94 % nannten zwei oder mehr Rassen. 3,55 % der Bevölkerung erklärten, Hispanos oder Latinos jeglicher Rasse zu sein.
Die Bewohner Red Hooks verteilten sich auf 765 Haushalte, von denen in 29,4 % Kinder unter 18 Jahren lebten. 49,3 % der Haushalte stellten Verheiratete, 10,6 % hatten einen weiblichen Haushaltsvorstand ohne Ehemann und 35,7 % bildeten keine Familien. 28,8 % der Haushalte bestanden aus Einzelpersonen und in 11,8 % aller Haushalte lebte jemand im Alter von 65 Jahren oder mehr alleine. Die durchschnittliche Haushaltsgröße betrug 2,36 und die durchschnittliche Familiengröße 2,92 Personen.
Die Bevölkerung verteilte sich auf 23,2 % Minderjährige, 9,1 % 18–24-Jährige, 28,0 % 25–44-Jährige, 22,8 % 45–64-Jährige und 16,8 % im Alter von 65 Jahren oder mehr. Das Durchschnittsalter betrug 39 Jahre. Auf jeweils 100 Frauen entfielen 98,1 Männer. Bei den über 18-Jährigen entfielen auf 100 Frauen 90,6 Männer.
Das mittlere Haushaltseinkommen in Red Hook betrug 37.284 US-Dollar und das mittlere Familieneinkommen erreichte die Höhe von 48.125 US-Dollar. Das Durchschnittseinkommen der Männer betrug 35.580 US-Dollar, gegenüber 25.563 US-Dollar bei den Frauen. Das Pro-Kopf-Einkommen belief sich auf 8,6 US-Dollar. 4,9 % der Bevölkerung und 6,3 % der Familien hatten ein Einkommen unterhalb der Armutsgrenze, davon waren 2,0 % der Minderjährigen und 40 % der Altersgruppe 65 Jahre und mehr betroffen.